# Чемпионат Германии по футболу 1921/1922
Чемпионат Германии по футболу 1921/1922 — 15-й розыгрыш Чемпионата Германии по футболу (нем. Deutsche Fußballmeisterschaft). Турнир начался 21 мая, а финалы состоялись 18 июня и 6 августа. Оба финальных матча были сыграны вничью и победитель не смог быть выявлен на поле. Впоследствии «Гамбург» был признан чемпионом, но отказался от титула. На чемпионской салатнице выгравированы два чемпиона — «Гамбург» и «Нюрнберг».
В чемпионате участвовало 8 команд: «Гамбург», «Лейпциг-Линденау», «Нюрнберг», «Виктория» Форст, «Арминия» Билефельд, «Титания» Штеттин, «Норден-Нордвест» Берлин, «Ваккер» (Мюнхен).

## 1/4 финала
| «Норден-Нордвест» Берлин | 1:0 | «Виктория» Форст |
| ------------------------ | --- | ---------------- |
|                          |     |                  |

| «Лейпциг-Линденау» | 0:3 | «Нюрнберг» |
| ------------------ | --- | ---------- |
|                    |     |            |

| «Гамбург» | 5:0 | «Титания» Штеттин |
| --------- | --- | ----------------- |
|           |     |                   |

| «Ваккер» Мюнхен | 5:0 | «Арминия» Билефельд |
| --------------- | --- | ------------------- |
|                 |     |                     |

## 1/2 финала
| «Нюрнберг» | 1:0 | «Норден-Нордвест» Берлин |
| ---------- | --- | ------------------------ |
|            |     |                          |

| «Гамбург» | 4:0 | «Ваккер» Мюнхен |
| --------- | --- | --------------- |
|           |     |                 |

## Финал
| «Гамбург» | 2:2 | «Нюрнберг» |
| --------- | --- | ---------- |
|           |     |            |

| «Гамбург» | 1:1 | «Нюрнберг» |
| --------- | --- | ---------- |
|           |     |            |